# Skjød Kirke
Skjød Kirke ligger i landsbyen Skjød, ca. syv kilometer nordøst for Hammel og ca. otte kilometer sydvest for Hadsten.
Kirkens kor er i romansk stil, mens det ligeledes romanske skib har en sengotisk forlængelse. Tårnet stammer fra en større ombygning af kirken i 1870-71, og tårnrummet fungerer som våbenhus. Et ældre våbenhus i bindingsværk blev fjernet i forbindelse med ombygningen.
Over alterbordet i lys eg er et freskomaleri af Ernst Trier fra ca. 1962. Motivet er "kvinderne ved graven". Døbefonten er i romansk stil og hører til de såkaldte løvefonte. Prædikestolen er udført i højrenæssance i 1595. Kirkeklokken er i 1892 omstøbt hos Chr. Christensens Enke i Aarhus, bekostet af kirkeejeren, greven på Frijsenborg, Mogens Krag-Juel-Vind-Frijs.

## Eksterne kilder og henvisninger
- Wikimedia Commons har flere filer relateret til Skjød Kirke
- Skjød Kirke Arkiveret 31. januar 2011 hos  Wayback Machine hos nordenskirker.dk
- Skjød Kirke hos KortTilKirken.dk

- Skjød Kirke
- Skjød Kirke

- Døbefont
- Døbefont, detalje